# Арман Кен Елла
Арман Кен Елла (фр. Armand Ken Ella, нар. 23 лютого 1993, Дуала, Камерун) — камерунський футболіст, півзахисник канадського напівпрофесійного клубу «Лонгіль».

## Клубна кар'єра
Грав за молодіжний склад іспанської «Барселони». У футбольній академії «Ла Масія» вважався найбільшою молодою висхідною зіркою «Барселони». У 2009 році координатор молодіжних команд «Барселони» Альберт Капельяс сказав, що Арман буде кращим гравцем, аніж Тьєррі Анрі. Влітку 2011 року отримав травму та змушений був відлучитися від футболу на довгий час.
У кінці серпня 2012 року перейшов у «Карпати». Після переходу в «Карпати» в основному виступав за дубль. 13 вересня 2013 року дебютував за основний склад львів'ян вийшовши на заміну на 64 хвилині замість Вадима Страшкевича в переможному матчі проти донецького «Шахтаря». 25 вересня 2013 року дебютував за львів'ян у матчі 1/16 фіналу кубку України 2014 проти «Севастополя». Відзначився голом, який у підсумку приніс перемогу «Карпатам» та вивів їх до 1/8 фіналу турніру.
У січні 2014 року на правах оренди перейшов в угорський «Капошвар Ракоці» за який був заявлений до кінця червня. 30 червня 2014 року після завершення оренди в Угорщині отримав статус «вільного агента» і покинув львівський клуб.
У листопаді 2014 року перейшов в польський клуб «Сандеція» з міста Новий Сонч. Контракт був розрахований до 31 грудня 2015 року з опцією продовження. 18 лютого 2016 року за обопільною згодою сторін розірвав контракт зі «Сандецією» й покинув польський клуб. Кар'єру продовжив у прем'єрліговому клубі ПАР «Фрі Стейт Старз».
У середині березня 2017 року підписав контракт з представником першої ліги чемпіонату України, клубом «Інгулець» з селища Петрове. У складі клубу грав до кінця 2019 року, вийшовши на поле у 63 офіційних матчах у всіх турнірах, також разом з командою дійшов до фінальної стадії національного кубка.
На початку 2020 року перейшов в узбецький «Машал», а в березні наступного року знову став гравцем клубу першої польської ліги «Сандеція». У липні 2021 року підписав контракт з чернівецьким футбольним клубом «Буковина», за який виступав до завершення того ж року та провів 17 офіційних матчів у всіх турнірах, забивши 1 гол.

## Міжнародна кар'єра
Виступав за молодіжну команду Камеруна, у складі якої зіграв 8 матчів та відзначився 3 голами.

## Досягнення
- Юнацький (U-20) чемпіонат Африки
  -  Срібний призер: 2011
- Кубок України
  -  Фіналіст: 2018/19